# А-3 (надувная лодка)
А-3 — надувная, складная лодка, изготавливаемая из прорезиненной ткани.
Лодка применялась в РККА, инженерными войсками ВС Союза ССР, как в виде плавучих устоев, в мостах и паромах, так и в виде отдельных лодок, снаряжаемых для переправ и десанта. Надувная десантная лодка А-3 применялась в качестве понтонов в понтонных парках ПА-3 и МдПА-3.

## Техническое описание
Лодка состоит из:  
- воздухонепроницаемой камеры, изготовленной из прорезиненной парусины;
- водонепроницаемого матерчатого дна, имеющего специальное приспособление для постановки подвесного мотора;
- съемного складного деревянного днища;
- каната, прикрепленного вдоль экваториальной линии снаружи и служащего для лодки кранцем, предохраняющим лодку от повреждений борта о пристань;
- воздухонагнетательной системы, включающей в себя:

а) четыре бронзовых вентиля, расположенных на лодке;
б) четыре ножных меха;
в) четыре резиновых шланга длиной 2,5 метра, с наконечниками для крепления к меху и вентилю.
Принадлежности снаряжения: девяти вёсел, два багра, причальный канат, одиннадцати штропов и сумка с починочным материалом и запасными частями. 
Переносится лодка 7—9 людьми. Поднимает 25—30 человек пехоты или одно 76-мм орудие. Для передвижения требует 6—8 гребцов при одном рулевом. Скорость приготовления лодки для спуска на воду (в том числе надувания) 12—15 минут. При помощи  мостовых парков на лодках А-3 (в зависимости от парка) можно навести мост длиной 120 метров, шириной 2,3 метра. Для перевозки отдельных команд орудий, повозок и так далее делаются паромы из трёх лодок, грузоподъемностью 10,5 тонны, и из пяти лодок грузоподъемностью 17,5 тонны. Лодки снабжаются забортными моторами в 20 л. с.